# Mitsunori Yoshida
Mitsunori Yoshida (n. 8 martie 1962) este un fost fotbalist japonez.

## Statistici
| Japonia | Japonia | Japonia |
| An      | Meciuri | Goluri  |
| ------- | ------- | ------- |
| 1988    | 1       | 0       |
| 1989    | 10      | 1       |
| 1990    | 0       | 0       |
| 1991    | 0       | 0       |
| 1992    | 8       | 0       |
| 1993    | 16      | 1       |
| Total   | 35      | 2       |